# 柏林镇 (重庆市)
柏林镇，是中华人民共和国重庆市江津区下辖的一个乡镇级行政单位。

## 行政区划
柏林镇下辖以下地区：
柏林社区、东胜村、华盖村、青堰村、复兴村和兴农村。